# Druga hrvatska nogometna liga 1996-1997
La Druga hrvatska nogometna liga 1996-1997, conosciuta anche come 2. HNL 1996-1997, è stata la sesta edizione della Druga HNL, la seconda ed ultima come terza divisione del campionato di calcio croato.
Si è conclusa con la vittoria di Jadran Parenzo nel girone Ovest, Lučko nel girone Centro, Budućnost Hodošan nel girone Nord, Croatia Đakovo nel girone Est e RNK Spalato nel girone Sud.
Vittorie che non hanno portato alla promozione, vista la ristrutturazione dei campionati croati che portano alla soppressione della Prva liga "B" ed al ritorno della Druga liga al secondo livello.
Il format previsto per la stagione successiva è ancora di 5 gironi di 16 squadre ciascuno.

## Avvenimenti
Delle 50 squadre della stagione precedente, 10 sono state promosse in 1. HNL e nessuna è stata retrocessa in 3. HNL (una, il Lučki Radnik, si è ritirata).

Dalla divisione inferiore sono state promosse 44 squadre, nessuna è stata retrocessa da quella superiore, portando così l'organico a 83 compagini.

Il format passa da 3 a 5 gironi.

### Cambio denominazione
- Lučko Kompresor → Lučko
- Sesvete → Badel Sesvete
- Spačva Otok → Otok (con cambio di sede: da Vinkovci a Otok)[1]
- Chromos → Posavina (questo cambio è stato effettuato durante la pausa invernale: il Chromos cambia nome in Posavina, nel tentativo di diventare il club dei rifugiati dalla Posavina)[2]

## Girone Ovest

### Squadre partecipanti
| Squadra      | Sede              | Stadio            | Stagione 1995-96 | Stagione 1995-96          |
| Squadra      | Sede              | Stadio            | Pos.             | Divisione                 |
| ------------ | ----------------- | ----------------- | ---------------- | ------------------------- |
| Uljanik      | Pola              | Veruda            | 5º               | 2. HNL Ovest              |
| Jadran Poreč | Parenzo           | Veli Jože         | 6º               | 2. HNL Ovest              |
| Buje         | Buie              | Gradski           | 7º               | 2. HNL Ovest              |
| Gospić '91   | Gospić            | Balinovac         | 11º              | 2. HNL Ovest              |
| Pazinka      | Pisino            | Gradski           | 15°              | 2. HNL Ovest              |
| Rovinj       | Rovigno           | Valbruna          | 16º              | 2. HNL Ovest              |
| Žminj        | Gimino            | Igralište Žminja  | ?                | 3. HNL Ovest (Istria)     |
| Pula I.C.I.  | Pola              | SRC Valkane       | ?                | 3. HNL Ovest (Istria)     |
| Rudar Labin  | Albona            | Gradski           | ?                | 3. HNL Ovest (Istria)     |
| Pomorac      | Costrena          | Žuknica           | ?                | 3. HNL Ovest (Quarnero)   |
| Opatija      | Abbazia           | Igralište Opatije | ?                | 3. HNL Ovest (Quarnero)   |
| Grobničan    | Zaule di Liburnia | Stadion Mavrinci  | ?                | 3. HNL Ovest (Quarnero)   |
| Klana        | Clana             | Grašćina          | ?                | 3. HNL Ovest (Quarnero)   |
| Vrbovsko     | Vrbovsko          | Vrbovsko          | ?                | 3. HNL Ovest (Quarnero)   |
| Crikvenica   | Cirquenizza       | Gradski           | ?                | 3. HNL Ovest (Quarnero)   |
| Nehaj Senj   | Segna             | pod Nehajem       | ?                | 3. HNL Ovest (Lika/Segna) |

### Classifica
Essendo retrocesse 2 squadre della "zona Ovest" dalla Prva HNL 1996−97 (Istria e Orijent), devono retrocedere 2 squadre per avere un organico di 16 compagini nel 2.HNL Ovest 1997−98. Vista la mancata iscrizione per la stagione successiva di Pola ICI e Klana, viene data la possibilità alle due retrocesse di rimanere in Druga HNL : il Rovigno accetta mentre il Crikvenica rifiuta l'offerta, quindi verrà promossa una squadra dalla 3.HNL Ovest 1996−97.
|                                      | Pos. | Squadra         | Pt | G  | V  | N  | P  | GF | GS | DR  |
| ------------------------------------ | ---- | --------------- | -- | -- | -- | -- | -- | -- | -- | --- |
|                                      | 1.   | Jadran Parenzo  | 69 | 30 | 22 | 3  | 5  | 61 | 20 | +41 |
|                                      | 2.   | Pomorac         | 69 | 30 | 22 | 3  | 5  | 63 | 16 | +47 |
|                                      | 3.   | Uljanik         | 63 | 30 | 19 | 6  | 5  | 65 | 21 | +44 |
|                                      | 4.   | Gospić '91      | 53 | 30 | 16 | 5  | 9  | 47 | 34 | +13 |
|                                      | 5.   | Žminj           | 42 | 30 | 11 | 9  | 10 | 38 | 38 | 0   |
|                                      | 6.   | Opatija (−1)    | 39 | 30 | 10 | 10 | 10 | 41 | 40 | +1  |
|                                      | 7.   | Pazinka         | 39 | 30 | 10 | 9  | 11 | 32 | 33 | −1  |
|                                      | 8.   | Grobničan Čavle | 39 | 30 | 11 | 6  | 13 | 31 | 35 | −4  |
|                                      | 9.   | Nehaj Senj      | 38 | 30 | 11 | 5  | 14 | 46 | 46 | 0   |
|                                      | 10.  | Pola ICI        | 38 | 30 | 10 | 8  | 12 | 38 | 47 | −9  |
|                                      | 11.  | Rudar Labin     | 34 | 30 | 9  | 7  | 14 | 27 | 45 | −18 |
|                                      | 12.  | Klana           | 32 | 30 | 9  | 5  | 16 | 33 | 51 | −18 |
|                                      | 13.  | Buje            | 31 | 30 | 6  | 13 | 11 | 35 | 41 | −6  |
|                                      | 14.  | Vrbovsko        | 31 | 30 | 9  | 4  | 17 | 34 | 56 | −12 |
|                                      | 15.  | Rovigno         | 30 | 30 | 7  | 9  | 14 | 32 | 53 | −21 |
|                                      | 16.  | Crikvenica      | 19 | 30 | 5  | 4  | 21 | 24 | 71 | −47 |
| Classifica e risultati su: rsssf.com |      |                 |    |    |    |    |    |    |    |     |

Legenda:

      Promossa in 1.HNL 1997-1998.

      Retrocessa in 3.HNL 1997-1998.

      Esclusa dal campionato.
Note:

Tre punti a vittoria, uno a pareggio, zero a sconfitta.
In caso di arrivo di due o più squadre a pari punti, la graduatoria viene stilata secondo la classifica avulsa tra le squadre interessate.

## Girone Centro

### Squadre partecipanti
| Squadra               | Sede          | Stadio                 | Stagione 1995-96 | Stagione 1995-96       |
| Squadra               | Sede          | Stadio                 | Pos.             | Divisione              |
| --------------------- | ------------- | ---------------------- | ---------------- | ---------------------- |
| PIK Vrbovec           | Vrbovec       | Sajmište               | 8º               | 2. HNL Ovest           |
| Špansko               | Zagabria      | ŠRC Špansko            | 9º               | 2. HNL Ovest           |
| Vrapče                | Zagabria      | Vrapče                 | 10º              | 2. HNL Ovest           |
| Badel Sesvete         | Zagabria      | ŠRC Sesvete            | 12º              | 2. HNL Ovest           |
| Radnik V. Gorica      | Velika Gorica | Radnik                 | 13°              | 2. HNL Ovest           |
| Karlovac              | Karlovac      | Branko Čavlović-Čavlek | 14º              | 2. HNL Ovest           |
| Trešnjevka            | Zagabria      | Graba                  | 17º              | 2. HNL Ovest           |
| Lučko                 | Zagabria      | Lučko                  | 1º               | 3. HNL Centro (Centro) |
| Chromos / Posavina    | Zagabria      | Igralište na Savici    | 2º               | 3. HNL Centro (Centro) |
| Lokomotiva            | Zagabria      | Kajzerica              | 3°               | 3. HNL Centro (Centro) |
| Stubica               | Donja Stubica | Stubica                | 1º               | 3. HNL Centro (Ovest)  |
| Ilovac Karlovac       | Karlovac      | Ilovačka šuma          | 2º               | 3. HNL Centro (Ovest)  |
| Regeneracija Mladost  | Zabok         | Mladost                | 3º               | 3. HNL Centro (Ovest)  |
| Metalac Sisak         | Sisak         | Caprag                 | 1º               | 3. HNL Centro (Est)    |
| Dinamo Odranski Obrež | Zagabria      | Dinamo                 | 2º               | 3. HNL Centro (Est)    |
| Moslavina             | Kutina        | Gradski                | 3º               | 3. HNL Centro (Est)    |

### Classifica
Essendo retrocesse 5 squadre della "zona Centro" dalla Prva HNL 1996−97 (Inker Zaprešić, Segesta, Zagorec, Ponikve e Napredak), devono retrocedere 5 squadre per avere un organico di 16 compagini nel 2.HNL Centro 1997−98.
|                                      | Pos. | Squadra                    | Pt | G  | V  | N  | P  | GF | GS | DR  |
| ------------------------------------ | ---- | -------------------------- | -- | -- | -- | -- | -- | -- | -- | --- |
|                                      | 1.   | Lučko                      | 72 | 30 | 22 | 6  | 2  | 68 | 25 | +43 |
|                                      | 2.   | Badel Sesvete              | 60 | 30 | 19 | 3  | 8  | 53 | 32 | +21 |
|                                      | 3.   | Karlovac                   | 58 | 30 | 17 | 7  | 6  | 56 | 32 | +24 |
|                                      | 4.   | PIK Vrbovec                | 49 | 30 | 15 | 4  | 11 | 57 | 40 | +17 |
|                                      | 5.   | Metalac Sisak              | 45 | 30 | 13 | 6  | 11 | 60 | 47 | +13 |
|                                      | 6.   | Radnik V. Gorica           | 44 | 30 | 11 | 11 | 8  | 37 | 24 | +13 |
|                                      | 7.   | Dinamo Odranski Obrež      | 41 | 30 | 11 | 8  | 11 | 42 | 33 | −9  |
|                                      | 8.   | Regeneracija Mladost Zabok | 40 | 30 | 11 | 7  | 12 | 36 | 46 | −10 |
|                                      | 9.   | Posavina                   | 40 | 30 | 12 | 4  | 14 | 36 | 47 | −11 |
|                                      | 10.  | Lokomotiva Zagabria        | 36 | 30 | 10 | 6  | 14 | 36 | 43 | −7  |
|                                      | 11.  | Špansko Zagabria           | 35 | 30 | 10 | 5  | 15 | 38 | 47 | −9  |
|                                      | 12.  | Vrapče Zagabria            | 34 | 30 | 9  | 7  | 14 | 37 | 45 | −8  |
|                                      | 13.  | Stubica                    | 33 | 30 | 9  | 6  | 15 | 43 | 58 | −15 |
|                                      | 14.  | Trešnjevka                 | 31 | 30 | 7  | 10 | 13 | 34 | 52 | −18 |
|                                      | 15.  | Moslavina                  | 28 | 30 | 7  | 7  | 16 | 33 | 55 | −22 |
|                                      | 16.  | Ilovac Karlovac            | 22 | 30 | 5  | 7  | 18 | 18 | 53 | −35 |
| Classifica e risultati su: rsssf.com |      |                            |    |    |    |    |    |    |    |     |

Legenda:

      Promossa in 1.HNL 1997-1998.

      Retrocessa in 3.HNL 1997-1998.

      Esclusa dal campionato.
Note:

Tre punti a vittoria, uno a pareggio, zero a sconfitta.
In caso di arrivo di due o più squadre a pari punti, la graduatoria viene stilata secondo la classifica avulsa tra le squadre interessate.

## Girone Nord

### Squadre partecipanti
| Squadra           | Sede            | Stadio                 | Stagione 1995-96 | Stagione 1995-96 |
| Squadra           | Sede            | Stadio                 | Pos.             | Divisione        |
| ----------------- | --------------- | ---------------------- | ---------------- | ---------------- |
| Budućnost Hodošan | Donji Kraljevec | Sportski dom           | 5º               | 2. HNL Nord      |
| Bjelovar          | Bjelovar        | Gradski                | 7º               | 2. HNL Nord      |
| Omladinac NSR     | Čakovec         | NK Omladinac           | 13º              | 2. HNL Nord      |
| Križevci          | Križevci        | Gradski                | 15º              | 2. HNL Nord      |
| Podravina         | Ludbreg         | NK Podravina           | 16º              | 2. HNL Nord      |
| Varaždin          | Varaždin        | SC Sloboda             | ?                | 3. HNL Nord (A)  |
| Kraljevčan 38     | Donji Kraljevec | Fundacije              | ?                | 3. HNL Nord (A)  |
| Spartak           | Mala Subotica   | Jagodišće              | ?                | 3. HNL Nord (A)  |
| MIV Sračinec      | Sračinec        | Igralište MIV Sračinec | ?                | 3. HNL Nord (A)  |
| Polet Pribislavec | Čakovec         | Petar Peršić           | ?                | 3. HNL Nord (A)  |
| Graničar Đurđevac | Đurđevac        | ŠRC Graničar           | 1º               | 3. HNL Nord (B)  |
| Podravac          | Virje           | Sportski park          | 2º               | 3. HNL Nord (B)  |
| Daruvar           | Daruvar         | Daruvar                | 3º               | 3. HNL Nord (B)  |
| Mladost Nada      | Hrastovac       | Igralište Hrastovac    | 4º               | 3. HNL Nord (B)  |
| Mladost Ždralovi  | Bjelovar        | Mladost                | 5º               | 3. HNL Nord (B)  |
| Dinamo Predavac   | Rovišće         | Brana                  | 6º               | 3. HNL Nord (B)  |

### Classifica
Essendo retrocessa una sola squadra della "zona Nord" dalla Prva HNL 1996−97 (Čakovec), deve retrocedere una sola squadra per avere un organico di 16 compagini nel 2.HNL Nord 1997−98. Vista la mancata iscrizione di Kraljevčan 38 e Sračinec, verranno promosse due squadre dalla 3.HNL Nord 1996−97.
|                                      | Pos. | Squadra                | Pt | G  | V  | N | P  | GF  | GS  | DR  |
| ------------------------------------ | ---- | ---------------------- | -- | -- | -- | - | -- | --- | --- | --- |
|                                      | 1.   | Budućnost Hodošan      | 74 | 30 | 24 | 2 | 4  | 91  | 26  | +65 |
|                                      | 2.   | Bjelovar               | 73 | 30 | 23 | 4 | 3  | 73  | 25  | +48 |
|                                      | 3.   | Varaždin               | 70 | 30 | 22 | 4 | 4  | 70  | 28  | +42 |
|                                      | 4.   | Daruvar                | 62 | 30 | 19 | 5 | 6  | 64  | 28  | +36 |
|                                      | 5.   | Podravac Virje         | 56 | 30 | 17 | 5 | 8  | 104 | 44  | +60 |
|                                      | 6.   | Omladinac NSR          | 51 | 30 | 14 | 9 | 7  | 50  | 35  | +15 |
|                                      | 7.   | Mladost-Nada Hrastovac | 49 | 30 | 14 | 7 | 9  | 52  | 37  | +15 |
|                                      | 8.   | Graničar Đurđevac      | 40 | 30 | 12 | 4 | 14 | 43  | 46  | −3  |
|                                      | 9.   | Podravina Ludbreg      | 37 | 30 | 10 | 7 | 13 | 31  | 41  | −10 |
|                                      | 10.  | Kraljevčan 38          | 33 | 29 | 9  | 6 | 14 | 44  | 54  | −10 |
|                                      | 11.  | Mladost Ždralovi       | 31 | 30 | 9  | 4 | 17 | 32  | 56  | −24 |
|                                      | 12.  | Spartak Mala Subotica  | 29 | 30 | 9  | 2 | 19 | 38  | 52  | −14 |
|                                      | 13.  | Križevci               | 28 | 30 | 8  | 4 | 18 | 29  | 57  | −28 |
|                                      | 14.  | Sračinec               | 22 | 29 | 6  | 4 | 19 | 29  | 76  | −47 |
|                                      | 15.  | Polet Pribislavec      | 17 | 30 | 4  | 5 | 21 | 26  | 86  | −60 |
|                                      | 16.  | Dinamo Predavac        | 8  | 30 | 2  | 2 | 26 | 21  | 106 | −86 |
| Classifica e risultati su: rsssf.com |      |                        |    |    |    |   |    |     |     |     |

Legenda:

      Promossa in 1.HNL 1997-1998.

      Retrocessa in 3.HNL 1997-1998.

      Esclusa dal campionato.
Note:

Tre punti a vittoria, uno a pareggio, zero a sconfitta.
In caso di arrivo di due o più squadre a pari punti, la graduatoria viene stilata secondo la classifica avulsa tra le squadre interessate.
Risultato di Sračinec−Kraljevčan (30ª giornata) sconosciuto ma ininfluente per la classifica.

## Girone Est

### Squadre partecipanti
| Squadra                  | Sede           | Stadio              | Stagione 1995-96 | Stagione 1995-96   |
| Squadra                  | Sede           | Stadio              | Pos.             | Divisione          |
| ------------------------ | -------------- | ------------------- | ---------------- | ------------------ |
| Satnica                  | Petrijevci     | Športski park       | 6º               | 2. HNL Nord        |
| Croatia Đakovo           | Đakovo         | NK Croatia          | 8º               | 2. HNL Nord        |
| Čepin                    | Čepin          | ŠRC Čepin           | 9º               | 2. HNL Nord        |
| Otok                     | Otok           | J.J. Strossmayera   | 10º              | 2. HNL Nord        |
| Metalac OLT              | Osijek         | ŠC Bikara           | 11º              | 2. HNL Nord        |
| Jedinstvo Donji Miholjac | Donji Miholjac | Jedinstvo           | 12º              | 2. HNL Nord        |
| NK Đakovo                | Đakovo         | NK Đakovo           | 14º              | 2. HNL Nord        |
| Amater                   | Slavonski Brod | Amater              | ?                | 3. HNL Est (Ovest) |
| Mladost Cernik           | Cernik         | Mladost             | ?                | 3. HNL Est (Ovest) |
| Slobodnica               | Sibinj         | Slobodnica          | ?                | 3. HNL Est (Ovest) |
| Slavija                  | Pleternica     | Stjepan Zdenko Šivo | ?                | 3. HNL Est (Ovest) |
| Podvinje                 | Slavonski Brod | Podvinje            | ?                | 3. HNL Est (Ovest) |
| Baranja                  | Beli Manastir  | Gradski             | ?                | 3. HNL Est (Est)   |
| Dilj                     | Vinkovci       | Dilj                | ?                | 3. HNL Est (Est)   |
| NAŠK Našicecement        | Našice         | Gradski             | ?                | 3. HNL Est (Est)   |
| Lokomotiva Cestorad      | Vinkovci       | Lenije              | ?                | 3. HNL Est (Est)   |

### Classifica
Essendo retrocesse 6 squadre della "zona Est" dalla Prva HNL 1996−97 (Cibalia, Marsonia, Olimpija Osijek, Slavonija Požega, Belišće e Graničar Županja), devono retrocedere 6 squadre per avere un organico di 16 compagini nel 2.HNL Est 1997−98.
|                                      | Pos. | Squadra                  | Pt | G  | V  | N | P  | GF | GS | DR  |
| ------------------------------------ | ---- | ------------------------ | -- | -- | -- | - | -- | -- | -- | --- |
|                                      | 1.   | Croatia Đakovo           | 68 | 30 | 21 | 5 | 4  | 81 | 22 | +59 |
|                                      | 2.   | Baranja Beli Manastir    | 58 | 30 | 17 | 7 | 6  | 54 | 22 | +32 |
|                                      | 3.   | Dilj Vinkovci (−1)       | 55 | 30 | 17 | 5 | 8  | 65 | 31 | +34 |
|                                      | 4.   | Amater Slavonski Brod    | 54 | 30 | 17 | 3 | 10 | 60 | 28 | +32 |
|                                      | 5.   | Otok                     | 53 | 30 | 17 | 2 | 11 | 49 | 38 | +11 |
|                                      | 6.   | NAŠK Našice              | 50 | 30 | 14 | 8 | 8  | 33 | 24 | +9  |
|                                      | 7.   | NK Đakovo                | 43 | 30 | 12 | 7 | 11 | 36 | 40 | −4  |
|                                      | 8.   | Mladost Cernik           | 42 | 30 | 11 | 9 | 10 | 47 | 40 | +7  |
|                                      | 9.   | Čepin                    | 40 | 30 | 11 | 7 | 12 | 35 | 35 | 0   |
|                                      | 10.  | Satnica                  | 40 | 30 | 12 | 4 | 14 | 37 | 41 | −4  |
|                                      | 11.  | Lokomotiva Vinkovci      | 36 | 30 | 10 | 6 | 14 | 31 | 48 | −17 |
|                                      | 12.  | Slobodnica               | 34 | 30 | 9  | 7 | 14 | 30 | 51 | −21 |
|                                      | 13.  | Slavija Pleternica       | 31 | 30 | 8  | 7 | 15 | 41 | 51 | −10 |
|                                      | 14.  | Jedinstvo Donji Miholjac | 25 | 30 | 6  | 7 | 17 | 37 | 72 | −35 |
|                                      | 15.  | Podvinje                 | 22 | 30 | 6  | 4 | 20 | 23 | 84 | −61 |
|                                      | 16.  | Metalac Osijek           | 21 | 30 | 5  | 6 | 19 | 24 | 54 | −30 |
| Classifica e risultati su: rsssf.com |      |                          |    |    |    |   |    |    |    |     |

Legenda:

      Promossa in 1.HNL 1997-1998.

      Retrocessa in 3.HNL 1997-1998.

      Esclusa dal campionato.
Note:

Tre punti a vittoria, uno a pareggio, zero a sconfitta.
In caso di arrivo di due o più squadre a pari punti, la graduatoria viene stilata secondo la classifica avulsa tra le squadre interessate.

## Girone Sud

### Squadre partecipanti
| Squadra               | Sede              | Stadio                   | Stagione 1995-96 | Stagione 1995-96       |
| Squadra               | Sede              | Stadio                   | Pos.             | Divisione              |
| --------------------- | ----------------- | ------------------------ | ---------------- | ---------------------- |
| Solin Kaltenberg      | Salona            | pokraj Jadra             | 3º               | 2. HNL Sud             |
| Val Kaštel Stari      | Castelvecchio     | Vukovar                  | 4º               | 2. HNL Sud             |
| Primorac Biograd      | Zaravecchia       | Kazimir i Silvio         | 5º               | 2. HNL Sud             |
| Jadran Kaštel Sućurac | Castel S. Giorgio | Zrinski                  | 6º               | 2. HNL Sud             |
| RNK Spalato           | Spalato           | Park mladeži             | 7º               | 2. HNL Sud             |
| Zmaj Makarska         | Macarsca          | Gradski sportski centar  | 8º               | 2. HNL Sud             |
| Prevlaka              | Gruda             | ŠC Gnjile                | 9º               | 2. HNL Sud             |
| Omiš                  | Almissa           | Anđelko Marušić – Ferata | 10º              | 2. HNL Sud             |
| Jadran NGB Ploče      | Porto Tolero      | Jadranovo                | 11º              | 2. HNL Sud             |
| Raštane               | Gornje Raštane    | Tihomir Mitrović         | 12º              | 2. HNL Sud             |
| Jadran Tučepi         | Tučepi            | Slatina                  | 13º              | 2. HNL Sud             |
| Mladost Proložac      | Donji Proložac    | Šarampov                 | 14º              | 2. HNL Sud             |
| Trogir                | Traù              | Batarija                 | 15º              | 2. HNL Sud             |
| Croatia Zmijavci      | Zmijavci          | ŠRC Marijan Šuto         | 16º              | 2. HNL Sud             |
| Hrvatski vitez        | Possedaria        | Gordan Demo              | 1º               | 3. HNL Sud (Zadar)     |
| DOŠK Drniš            | Dernis            | Podvornica               | ?                | 3. HNL Sud (Šibenik)   |
| Dinara Knin           | Tenin             | Podno tvrđave            | ?                | 3. HNL Sud (Šibenik)   |
| GOŠK Adriachem        | Castel Abbadessa  | SC Jure Bakotić          | 1º               | 3. HNL Sud (Split)     |
| Neretvanac Opuzen     | Fort'Opus         | Podvornica               | 1º               | 3. HNL Sud (Dubrovnik) |

### Classifica
Essendo retrocesse 6 squadre della "zona Sud" dalla Prva HNL 1996−97 (Junak Sinj, Uskok Klis, Mosor, Neretva Metković, Dubrovnik e Primorac Stobreč), sarebbero dovute retrocedere 9 squadre per avere un organico di 16 compagini nel 2.HNL Sud 1997−98. Per qualche motivo la 11ª classificata è stata salvata e l'organico sarà a 17 compagini.
|                                      | Pos. | Squadra                  | Pt | G  | V  | N  | P  | GF | GS  | DR  |
| ------------------------------------ | ---- | ------------------------ | -- | -- | -- | -- | -- | -- | --- | --- |
|                                      | 1.   | RNK Spalato              | 80 | 36 | 25 | 5  | 6  | 73 | 25  | +48 |
|                                      | 2.   | Raštane                  | 70 | 36 | 22 | 4  | 10 | 75 | 34  | +41 |
|                                      | 3.   | Jadran Ploče             | 63 | 36 | 18 | 9  | 9  | 56 | 27  | +29 |
|                                      | 4.   | Omiš                     | 63 | 36 | 19 | 6  | 11 | 60 | 36  | +24 |
|                                      | 5.   | Mladost Proložac         | 61 | 36 | 19 | 4  | 13 | 58 | 36  | +22 |
|                                      | 6.   | Hrvatski vitez Posedarje | 60 | 36 | 18 | 6  | 12 | 53 | 41  | +12 |
|                                      | 7.   | Prevlaka Gruda           | 59 | 36 | 17 | 8  | 11 | 49 | 29  | +10 |
|                                      | 8.   | Jadran Kaštel Sućurac    | 58 | 36 | 17 | 7  | 12 | 54 | 35  | +19 |
|                                      | 9.   | Zmaj Makarska            | 58 | 36 | 16 | 10 | 10 | 55 | 35  | +20 |
|                                      | 10.  | Solin                    | 58 | 36 | 17 | 7  | 12 | 61 | 41  | +20 |
|                                      | 11.  | Val Kaštel Stari         | 57 | 36 | 16 | 9  | 11 | 52 | 34  | +18 |
|                                      | 12.  | DOŠK Drniš               | 47 | 36 | 14 | 5  | 17 | 39 | 58  | −19 |
|                                      | 13.  | Neretvanac Opuzen        | 46 | 36 | 14 | 4  | 18 | 43 | 58  | −15 |
|                                      | 14.  | GOŠK K. Gomilica         | 43 | 36 | 11 | 10 | 15 | 34 | 52  | −18 |
|                                      | 15.  | Primorac Biograd         | 41 | 36 | 11 | 8  | 17 | 37 | 49  | −12 |
|                                      | 16.  | Dinara Knin              | 41 | 36 | 11 | 8  | 17 | 27 | 44  | −17 |
|                                      | 17.  | Croatia Zmijavci         | 29 | 36 | 8  | 5  | 23 | 28 | 72  | −44 |
|                                      | 18.  | Trogir                   | 19 | 36 | 4  | 7  | 25 | 35 | 82  | −47 |
|                                      | 19.  | Jadran Tučepi            | 10 | 36 | 2  | 4  | 30 | 10 | 103 | −93 |
| Classifica e risultati su: rsssf.com |      |                          |    |    |    |    |    |    |     |     |

Legenda:

      Promossa in 1.HNL 1997-1998.

      Retrocessa in 3.HNL 1997-1998.

      Esclusa dal campionato.
Note:

Tre punti a vittoria, uno a pareggio, zero a sconfitta.
In caso di arrivo di due o più squadre a pari punti, la graduatoria viene stilata secondo la classifica avulsa tra le squadre interessate.